# بالي (عفرين)
بالي  قرية سوريّة تتبع إداريّاً لمحافظة حلب منطقة عفرين ناحية مركز بلبل، بلغ تعداد سكانها 88 نسمة حسب التعداد السكاني لعام 2004.